# کامی اویگ
کامی اویگ (به فرانسوی: Camille Huyghe‎؛ ۱۶ فوریهٔ ۱۹۳۰ – ۲۱ دسامبر ۲۰۲۳) دوچرخه‌سوار اهل فرانسه بود.